# 阿纳亚德阿尔瓦
阿纳亚德阿尔瓦（西班牙語：Anaya de Alba）是西班牙卡斯蒂利亚-莱昂萨拉曼卡省的一个市镇。 总面积37平方公里，总人口286人（2001年），人口密度8人/平方公里。